# Ariake
L'Ariake (有明? lett. "Crepuscolo dell'alba") è stato un cacciatorpediniere della Marina imperiale giapponese, sesta e ultima unità appartenente alla classe Hatsuharu. Fu varato nel settembre 1934 dal cantiere Kawasaki di Kōbe.
All'inizio della guerra nel Pacifico rimase nelle acque nazionali, quindi tra il gennaio e il marzo 1942 fu impegnato nella scorta ravvicinata della 1ª Flotta aerea del viceammiraglio Chūichi Nagumo. In maggio e giugno servì con la 1ª Flotta e fu presente, ma senza avervi alcun ruolo, alla battaglia delle Midway. Passato alle dipendenze della 4ª Flotta in agosto, fu trasferito di base alle isole Shortland e da qui effettuò numerose missioni di trasporto truppe o di scorta nel contesto della dura campagna di Guadalcanal. Rimase danneggiato piuttosto gravemente a fine 1942 e fu sottoposto a riparazione all'inizio del 1943. Per il resto dell'anno svolse un intenso servizio di scorta a portaerei, corazzate e incrociatori tra la base aeronavale di Truk, Yokosuka e Rabaul. Il 27 luglio fu incaricato di recare truppe a Capo Gloucester assieme al cacciatorpediniere Mikazuki: le due unità rimasero spiaggiate su una scogliera e il giorno seguente, mentre l'Ariake (disincagliatosi da solo) tentava di prendere a rimorchio l'altra nave, furono prese di mira da un gruppo di bombardieri North American B-25 Mitchell. L'Ariake fu centrato alcune volte e affondò con poche vittime.

## Servizio operativo

### Costruzione
Il cacciatorpediniere Ariake fu ordinato nell'anno fiscale edito dal governo giapponese nel 1931. La sua chiglia fu impostata nel cantiere navale di Kōbe, gestito dalla Kawasaki, il 14 gennaio 1933 e il varo avvenne il 23 settembre 1934; fu completato il 25 marzo 1935. La nave formò con lo Yugure, lo Shiratsuyu e lo Shigure (questi ultimi due della classe Shiratsuyu) la 27ª Divisione cacciatorpediniere, dipendente dalla 1ª Squadriglia della 1ª Flotta.

### 1941-1942
Tra 1940 e 1941 l'Ariake passò al comando del capitano di corvetta Shōichi Yoshida. Subito dopo l'attacco di Pearl Harbor del 7 dicembre 1941 l'Ariake e il resto della 27ª Divisione rimasero nelle acque nazionali con compiti di pattuglia, poiché lo stato maggiore intendeva conservare il nucleo di corazzate per una "battaglia decisiva" da anni studiata e teorizzata. Il 18 dicembre salparono da Tokuyama e andarono incontro alla 1ª Flotta aerea del viceammiraglio Chūichi Nagumo, reduce dall'attacco, per scortarla sino a Hashirajima dove arrivò il 23; i cacciatorpediniere furono poi sottoposti a un breve ciclo di manutenzione a Kure nel gennaio 1942 (8-10 per l'Ariake). Il 12 gennaio l'Ariake e lo Yugure, distaccati a formare la sezione numero 2 della 27ª Divisione, furono affiancati dalla 7ª Divisione cacciatorpediniere per scortare le due portaerei Hiryu e Soryu da Hashirajima alle isole Palau, viaggio conclusosi il 17; il 21, stavolta solo con il gemello, l'Ushio e il Sazanami, accompagnò le portaerei fuori dalla rada, incaricate di sferrare un'incursione su Ambon: il 28 gennaio l'operazione si concluse con successo e le navi tornarono alle Palau. Il 19 febbraio 1942 l'Ariake e lo Yugure furono aggregati alla scorta della 1ª Flotta aerea che effettuò un pesante attacco su Darwin per poi fermarsi il 21 alla baia Staring (Celebes). Dal 25 febbraio all'11 marzo i due cacciatorpediniere continuarono a proteggere le portaerei, impegnate in operazioni nelle acque a sud di Giava; quindi presero in carico un convoglio che dalla baia fece tappa alle isole Ogasawara e infine approdò a Sasebo il 22 marzo. L'Ariake fu messo in bacino di carenaggio tra il 4 e il 12 aprile e qui la 27ª Divisione fu nuovamente ricostituita: il 15 l'Ariake e gli altri cacciatorpediniere salparono con destinazione la base militare di Mako (isole Pescadores), s'incontrarono con le portaerei Shokaku e Zuikaku e le scortarono sino alla base aeronavale di Truk, raggiunta il 25 aprile. Attorno a queste due navi fu creata una squadra per difendere le squadre impegnate nelle varie fasi dell'operazione Mo, l'espansione nelle isole Salomone e in Nuova Guinea: al comando generale del viceammiraglio Takeo Takagi, la 27ª Divisione (insieme alla 7ª meno il Sazanami) partecipò alla complessa battaglia del Mar dei Coralli del 4-8 maggio che terminò con una sconfitta tattico-strategica delle forze nipponiche. Seguì un tentativo di rivincita con l'attacco alle isole di Nauru e Ocean (che coinvolse tra le altre unità l'Ariake, lo Shigure e lo Shiratsuyu), ma l'operazione fu sospesa il 16 per la localizzazione di forze statunitensi nella zona.
Rientrati a Truk, l'Ariake e le altre navi proseguirono sino a Kure, toccata il 22. Pochi giorni dopo l'intera 27ª Divisione fu assegnata al gruppo distaccato del viceammiraglio Shirō Takasu, creato dalla 1ª Flotta su ordine dell'ammiraglio Isoroku Yamamoto nel quadro del piano per occupare l'atollo di Midway e quindi distruggere la United States Pacific Fleet. Questa potente formazione, piazzata a metà strada tra le isole Aleutine e Midway, non ebbe alcuna parte nella decisiva battaglia del 4-6 giugno, che finì con una secca sconfitta della Marina imperiale. Rientrato in Giappone, l'Ariake e il resto della divisione furono riassegnati alla 4ª Squadriglia, 2ª Flotta il 14 luglio; l'11 agosto, in risposta all'inaspettato sbarco statunitense su Guadalcanal, la 2ª Flotta salpò al completo da Yokosuka e il 17 si fermò a Truk: l'Ariake e gli altri cacciatorpediniere furono allora riassegnati provvisoriamente alla 4ª Flotta. Il 20 partirono alla volta dell'atollo di Jaluit e nella notte del 22-23 agosto bombardarono Nauru, coprendo poi lo sbarco del 25. Infine fecero tappa a Jaluit prima di navigare a tutta forza verso le isole Shortland, raggiunte il 30. Da questa base avanzata l'Ariake salpò il 4 settembre con i cacciatorpediniere Uranami e Shikinami, primo scaglione di un gruppo che scaricò oltre 1000 soldati a est della testa di ponte nemica; due giorni dopo, stavolta anche con lo Yudachi, fu inviato a intercettare un convoglio statunitense che però non fu localizzato. Le quattro navi bombardarono dunque l'aeroporto dell'isola e rientrarono alle Shortland, ma l'Ariake proseguì sino a Rabaul dove fu assegnato come nave di guardia all'ammiraglia dell'8ª Flotta, l'incrociatore pesante Chokai.
Nella notte dell'11-12 ottobre l'Ariake trasportò alle Shortland il contrammiraglio Tamotsu Takama, comandante della 4ª Squadriglia, quindi il 13 salpò con altre navi per proteggere un convoglio di sei trasporti che, approfittando del bombardamento operato dalle corazzate Kongo e Haruna, iniziarono a sbarcare uomini, mezzi e armi; il processo fu interrotto da alcuni attacchi aerei che distrussero tre trasporti e i superstiti ripiegarono dopo aver depositato il carico. Il 17 l'Ariake, lo Shigure e lo Shiratsuyu costituirono il primo di cinque gruppi di cacciatorpediniere che recarono a Guadalcanal oltre 2100 soldati, cannoni, munizioni e presero a bordo feriti o malati. Il 29 ottobre l'Ariake e lo Shigure navigarono a tutta forza dalle Shortland e fecero scendere a terra i capi di stato maggiore dell'8ª Flotta e della 17ª Armata, poi il 2 novembre l'intera 27ª Divisione assieme all'incrociatore leggero Tenryu e altri cacciatorpediniere intraprese una missione di trasporto, che però fu conclusa prima del previsto a causa del tempo atmosferico: poté essere completata il 5 novembre senza il Tenryu, con lo sbarco complessivo di circa 2000 uomini, munizioni, carburante e lo sgombero di quasi 300 tra feriti e operai coreani. Il 7 novembre, dopo questo intenso servizio, l'Ariake lasciò le Shortland e si portò a Truk il 9, per essere revisionato e riparato dalla nave officina Akashi: il 28 novembre tornò operativo e il 4 dicembre gettò le ancore alle Shortland. Tre giorni dopo partecipò con dieci altri cacciatorpediniere al terzo tentativo di rifornire Guadalcanal con il lancio di fusti stagni, ma l'operazione incappò in motosiluranti statunitensi che danneggiarono il Nowaki: esso fu preso a rimorchio dal Naganami, vigilato dall'Ariake e dall'Arashi. L'11 dicembre prese parte a una missione analoga, che costò la perdita del Teruzuki, quindi dalle Shortland salpò il 12 per Rabaul. Unitosi al Kawakaze, tra il 19 e il 23 dicembre accompagnò il trasporto Kozan Maru (carico di truppe) sino a Munda in Nuova Georgia, quindi il 25 fu dirottato con il Naganami, Tanikaze e Urakaze in aiuto del cacciatorpediniere Uzuki, alla deriva nei pressi di Rabaul. Il 26 lo trovò e iniziò a trainarlo, ma il gruppo giapponese fu localizzato e attaccato da uno stormo di bombardieri quadrimotori Consolidated B-24 Liberator; sei bombe esplosero tutt'intorno l'Ariake, che ebbe le due torri di poppa messe fuori uso, danni alle caldaie, ventotto morti e quaranta feriti tra l'equipaggio. Sviluppando appena 16 nodi massimi, riuscì a portarsi al sicuro a Rabaul.

### 1943 e l'affondamento

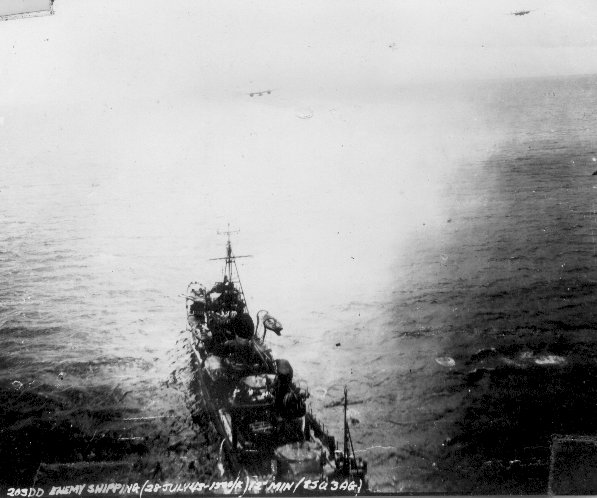
L'ultima immagine dellAriake, ripreso dai bombardieri B-25 che lo distrussero al largo di Capo Gloucester alla fine del luglio 1943: due velivoli sono visibili al centro e in alto a destra

Il 3 gennaio 1943 l'Ariake lasciò la base e il 6 si fermò a Truk, da dove ripartì il giorno seguente con i cacciatorpediniere Inazuma, Isonami, Yugure e Asashio, formanti la scorta alla corazzata Mutsu, alla portaerei Zuikaku e all'incrociatore pesante Suzuya. La formazione arrivò a Kure il 12, ma l'Ariake continuò sino a Sasebo, dove rimase dal 14 gennaio al 15 febbraio: fu revisionato, riparato e rimesso in efficienza. Inoltre gli inefficienti cannoni Vickers da 40 mm furono sostituiti da due installazioni binate di cannoni contraerei Type 96 da 25 mm L/60. Il 15 febbraio l'Ariake salpò da Sasebo aggregato alla scorta di un convoglio che il 21 raggiunse Truk indenne. Il 1º aprile lasciò la base e accompagnò il trasporto Amagi Maru sino a Rabaul (raggiunta il 4), quindi rientrò a tutta forza a Truk. Il 16 aprile, stavolta assieme al Sazanami, allo Hibiki e allo Shigure, coprì il viaggio delle portaerei di scorta Taiyo e Chuyo sino a Yokosuka, dove rimasero dal 21 al 24 aprile; il giorno seguente il gruppo, scambiati i primi due cacciatorpediniere con l'Ushio e il Naganami, fece nuovamente rotta per Truk e la raggiunse il 30. Continuando a operare da questa base, il 17 maggio scortò la grande corazzata Musashi e la sua formazione da battaglia a Yokosuka, nel cui arsenale fu rapidamente revisionato tra l'8 e il 10 giugno. L'Ariake ripartì subito con lo Yugure a fianco della portaerei Hiyo in rotta per Truk: essa fu però silurata e presa al rimorchio dall'incrociatore leggero Isuzu. L'Ariake rimase di scorta alle due unità che il 12 rientrarono a Yokosuka; qui il personale tecnico costruì un basso ballatoio dinanzi alla plancia e vi sistemò un terzo impianto doppio di cannoni Type 96 da 25 mm. Non è chiaro se furono anche aggiunti due lanciatori Type 94 assieme a ventidue bombe di profondità (totale trentasei) come indicato da una fonte.
Il 16, con la sua divisione eccettuato lo Shiratsuyu, salpò di scorta alla portaerei Ryuho in rotta per Truk. Arrivato il 21 alla base, l'Ariake riprese il mare due giorni dopo con il Niizuki e il Suzukaze per scortare i due incrociatori pesanti Suzuya e Kumano, che il 25 giugno si fermarono a Rabaul e vi scaricarono unità di contraerea. Il 27 il gruppo rientrò a Truk e ripeté una missione analoga tra il 9 e il 13 luglio. Il 14 luglio il solo Ariake accompagnò un convoglio alla base in Nuova Britannia: qui il giorno seguente il comandante Yoshida, che dal novembre 1942 era capitano di fregata, cedette il posto al capitano di corvetta Akifumi Kawahashi, che ricondusse l'Ariake a Rabaul di scorta all'incrociatore leggero Nagara. Il 20 luglio la 27ª Divisione fu trasferita alle dipendenze della 2ª Squadriglia, 2ª Flotta: il 23 l'Ariake ebbe ordine di spostarsi a Rabaul, raggiunta due giorni dopo. Il 27 partì assieme al Mikazuki per recare truppe a Capo Gloucester, ma durante il viaggio le due navi si incagliarono su una scogliera non segnalata (5°27′S 148°25′E): l'Ariake fu capace di svincolarsi, prese a bordo i soldati dell'altro cacciatorpediniere, il comandante della 30ª Divisione capitano di vascello Tsuneo Orita e navigò a tutta forza sino a destinazione. Il 28 luglio tornò indietro per prestare soccorso al Mikazuki: mentre i due equipaggi cercavano di coordinarsi, alcuni bimotori North American B-25 Mitchell appartenenti alla Fifth Air Force statunitense si gettarono all'attacco e colpirono ripetutamente l'Ariake, che affondò. Si ebbero una decina di morti, incluso il comandante Kawahashi.
Il 27 ottobre 1943 l'Ariake fu depennato dalla lista del naviglio attivo con la Marina imperiale.